# Балод (округ)
Балод (англ. Balod) — округ в индийском штате Чхаттисгарх. Образован в 2012 году, путём выделения из округа Дург. Административный центр — город Балод. Площадь — 3 527 км². Население — 826 165 человек (на 2011 год). 